# Ruokojärvet (Gällivare socken, Lappland, 745259-173163)
Ruokojärvet är en sjö i Gällivare kommun i Lappland och ingår i Kalixälvens huvudavrinningsområde. Ruokojärvet ligger i Torne och Kalix älvsystem Natura 2000-område.